# Яницкий, Константин Францевич
Яни́цкий, Константи́н Фра́нцевич (1817 — 26 апреля (8 мая) 1875) — флагманский доктор Балтийского флота, действительный статский советник (1870).

## Биография
Константин Францевич Яницкий родился в 1817 году.
В 1839 году окончил Императорскую медико-хирургическую академию и был зачислен в 19-й флотский экипаж со званием лекаря 1-го отделения.
В 1842 году Яницкий был переведён в 14-й флотский экипаж.
В 1843 году получил звание штаб-лекаря.
В 1845 году перевёлся в 20-й флотский экипаж.
В 1850 год Яницкий был назначен младшим ординатором Калинкинского морского госпиталя. Там же готовился к докторскому экзамену.
В 1853 году защитил в диссертацию «De phaenomenis meteorologicis in mari Baltico occurentibus nec non de morbis qui ex influx eorum apud littoralis incolas et nautas originem trahunt praecipue de thypho Baltico» (I)iss. D. M. Ptrp. 1853), получил степень доктора медицины.
В 1855 году был назначен старшим ординатором Калинкинского морского госпиталя, а в 1862 году занял должность главного доктора.
С 1869 по 1872 год Яницкий служил флагманским доктором Балтийского флота.
В 1872 году вышел в отставку.
Константин Францевич Яницкий скончался в 1875 году. Похоронен в Санкт-Петербурге на Выборгском римско-католическом кладбище.